# Catasetum carunculatum
Catasetum carunculatum är en orkidéart som beskrevs av Heinrich Gustav Reichenbach och Josef Ritter von Rawicz Warszewicz. Catasetum carunculatum ingår i släktet Catasetum och familjen orkidéer.
Artens utbredningsområde är Peru. Inga underarter finns listade i Catalogue of Life.